# Елушич, Любица
Любица Елушич (словен. Ljubica Jelušič; 16 июня 1960, Копер, СФРЮ) — словенский политический и государственный деятель, министр обороны Словении в 2008—2012 годах. социолог, педагог, профессор Люблянского университета, доктор наук.

## Биография
Посещала школу в Сежане. В 1985 году окончила факультет социологии, политологии и журналистики Люблянского университета. Получила специальность социолога. В 1988 году закончила магистратуру, а через четыре года защитила докторскую диссертацию на тему легитимности вооружённых сил.
В 1993—1994 годах проходила стажировку в Королевской военной академии в Брюсселе (École Militaire Royale). Занималась исследованиями в области военной социологии. С 2005 года — профессор национальной обороны на факультете социальных наук Люблянского университета.
21 сентября 2008 года стала первой женщиной-министром обороны Республики Словения в правительстве Боруты Пахора. Ушла в отставку в 2012 году.
На парламентских выборах 2011 года баллотировалась по списку социал-демократов. С 2012 года она является депутатом Государственного собрания Словении (парламента государства).